# Iris taochia
Iris taochia är en irisväxtart som beskrevs av Jurij Nikolajevitj Voronov och Aleksandr Alfonsovitj Grossgejm. Iris taochia ingår i släktet irisar, och familjen irisväxter. Inga underarter finns listade i Catalogue of Life.